# Łużek (Lubycza Królewska)
Łużek (dawn. alt. Łużki) – część miasta Lubycza Królewska w województwie lubelskim, w powiecie tomaszowskim, w gminie Lubycza Królewska.
Leży w północnej części miasta, wzdłuż ulicy Polnej.
Dawniej Łużki stanowiły część wsi i gromady Lubycza Kameralna w gminie Lubycza Królewska, 1954–1972 w gromadzie Lubycza Królewska. Miejscowość weszła w skład Lubyczy Królewskiej w związku z nadaniem jej statusu miasta 1 stycznia 2016, po nowym określeniu granic miejscowości.
W latach 1975–1998 miejscowość administracyjnie należała do województwa zamojskiego.